# Seznam italijanskih pravnikov
Seznam italijanskih pravnikov.

## A
- Francesco Accarigi
- Benedetto Accolti
- Francesco Accolti
- Franciscus Accursius
- Claudio Achillini
- Giovanni Filoteo Achillini
- Roberto Ago
- Francesca P. Albanese (1977)
- Alessandro Alessandri
- Luigi des Ambrois de Nevache
- Giorgio Amendola
- Giorgio Ambrosoli
- Azo (pravnik)
- Domenico Alberto Azuni

## B
- Vittorio Bachelet (1926-1980)
- Paolo Barile (1917-2000)
- Jacobus Balduinus
- Baldus de Ubaldis
- Augusto Barbera
- Bartolus de Saxoferrato
- Joannes Bassianus
- Cesare Beccaria
- Pierino Belli
- Jacobus de Belviso
- Luigi Berlinguer
- Emilio Betti
- Ugo Betti
- Norberto Bobbio
- Francesco Borelli
- Paolo Borselino
- Bulgarus
- Rocco Buttiglione

## C
- Vincenzo Caianiello
- Piero Calamandrei
- Giorgio Prospero Cansacchi di Amelia (1905–1987) mednarodni
- Giuseppe Capograssi
- Francesco Carnelutti
- Marta Cartabia
- Paulus Castrensis
- Giuseppe Chiovenda
- Carlo Azeglio Ciampi
- Gherardo Colombo
- Giovanni Conso
- Giuseppe Conte
- Francesco Cossiga
- Vezio Crisafulli

## D
- Massimo D'Antona (1948–1999: ubile ga Rdeče brigade)
- Pietro De Francisci
- Enrico De Nicola
- Giorgio Del Vecchio (1878–1970)
- Alfredo De Marsico
- Oliviero Diliberto
- Antonio Di Pietro

## F
- Giovanni Falcone
- Lucia Fanizza
- Luigi Ferrari Bravo
- Enrico Ferri ?
- Gaetano Filangieri
- Giovanni Maria Flick
- Michele Francaviglia

## G
- Alfredo Galasso
- Agostino Gambino
- Mariastella Gelmini
- Alberico Gentili
- Scipione Gentili
- Renato Granata

## I
- Irnerius

## K
- Giovanni Kessler

## L
- Antonio La Pergola (Antonio Mario La Pergola)

## M
- Antonio Maccanico (1924–2013)
- Girolamo Maggi
- Martinus Gosia
- Andrea Manzella
- Luigi Mazzella
- Cesare Mirabelli
- Gaetano Mosca

## N
- Giogrio Napolitano
- Carlo Nordio

## O
- Odofredus

## P
- Livio Paladin
- Domenico Pellegrini Giampietro
- Massimo Pilotti
- Fausto Pocar

## R
- Guido Raimondi
- Giuseppe Rensi
- Alfredo Rocco

## S
- Francesco Saja
- Antonio Saliceti?
- Guido Salvini
- Alberto Scarpelli ?
- Federico Sclopis
- Salvatore Scoca
- Gioele Solari
- Arrigo Solmi
- Nicola Squitti
- Alessandro Sterpa

## T
- Antonio Tajani
- Filippo Turati

## V
- Luciano Vandelli (1946–2019)
- Giambattista Vico